# Gogo atratus
Gogo atratus — вид сомів родини Анхарієвих (Anchariidae). Ендемік Мадагаскару, де зустрічається на північному сході у басейні річки Мананара-дю-Норд. Сягає довжини 17,1 см.